# Allen Newell
Allen Newell (San Francisco, 19 marzo 1927 – Pittsburgh, 19 luglio 1992) è stato uno psicologo, informatico e matematico statunitense.
Come ricercatore è stato attivo soprattutto nel campo dell'intelligenza artificiale (IA) e della psicologia cognitiva. Ha collaborato per molti anni con Herbert Simon firmando con lui molteplici collaborazioni ed arrivando a dividere con lui il premio Turing nel 1975. A lui si devono la creazione di due importanti programmi di IA, il Logic Theory Machine (1956) e il General Problem Solver (1957).

## Biografia
A 22 anni si laurea in matematica a Stanford per specializzarsi, a cavallo tra il 1949-1950, alla Princeton University. Dopo la specializzazione viene assunto alla RAND Corporation, nello stabilimento di Santa Monica, dove lavora per la logistica dell'United States Air Force. Qui collabora con Joseph Cruskal, elaborando con lui due differenti teorie dell'organizzazione. Ottiene il suo dottorato di ricerca presso la Tepper School of Business dove conosce Herbert Simon. In questo periodo Newell continua a lavorare per la RAND Corporation conducendo i propri studi per l'Air Force. Tuttavia proprio in questo periodo crea un primo simulatore capace di esaminare ed analizzare le interazioni nell'abitacolo dell'aereo. Sarà da questi studi che Newell giungerà alla conclusione che l'"information processing" deve essere l'attività centrale dell'organizzazione.
Tuttavia è solo nel settembre 1954 che Newell inizia ad appassionarsi all'intelligenza artificiale, dopo aver partecipato ad un seminario tenuto da Oliver Selfridge. Dopo solo pochi mesi Newell scrisse il libro "The Chess Machine: An Example of Dealing with a Complex Task by Adaptation" dove esponeva la sua neonata teoria sull'IA. Il suo lavoro venne allora notato da un giovane economista e psicologo (e futuro premio Nobel) che aveva conosciuto qualche anno prima: Herbert Simon. Proprio con lui, insieme al programmatore J. C. Shaw svilupparono quello che sarebbe stato poi ricordato come il primo programma intelligente della storia: il Logic Theory Machine. Il lavoro di Newell e Simon apriva così le porte al campo dell'intelligenza artificiale (finora l'unico pioniere era stato pochi anni prima Alan Turing).
In quegli anni Newell si dedicò con tutto se stesso al nuovo campo d'indagine producendo un ampio bagaglio di base. Tra le invenzioni più importanti: il processamento e l'elaborazione delle liste (paradigma per il quale riceverà qualche anno più tardi il premio Turing), l'applicazioni di nuovi paradigmi di ricerca come l'analisi mezzi-fini e lo sviluppo di nuove euristiche.
Tutte queste scoperte, insieme a molte altre, vennero presentate nel 1956 ad una conferenza sulla possibilità di simulare la coscienza umana tramite le macchine tenuta al Dartmouth College (che nonostante il nome ufficioso di "college" è un'università) ritenuta oggi l'effettivo "punto zero" della ricerca sull'intelligenza artificiale (persino questo termine venne coniato da John McCarthy proprio in quell'occasione). Tutti coloro che vi parteciparono divennero negli anni a venire leader nel campo della ricerca sull'IA, Newell e Simon inclusi.
Rafforzati da questa esperienza, i due, tornati a Pittsburgh, formarono il primo laboratorio di intelligenza artificiale all'interno della Carnegie Mellon University e qui diedero vita, nel giro di due decenni, ad una serie di importanti programmi, primo tra tutti il General Problem Solver (a volte abbreviato in GPS). Il lavoro di Newell, che attraverso quarant'anni aveva completamente rivoluzionato il concetto di sistema intelligente, culminò nella creazione del SOAR (1990), che fu anche la sua ultima creazione. Newell infatti dedicò tutto il tempo a sua disposizione al miglioramento di questo progetto fino al 1992, anno in cui si spense definitivamente.

## Premi e riconoscimenti
Grazie al proprio lavoro di pioniere Allen Newell fu uno dei ricercatori più premiati del suo tempo: ricevette più di venti premi internazionali di alto prestigio e tenne lezioni in tutte le più grandi università del mondo. Tra i più importanti:
- 1971 — John Danz Lecturer, Università di Washington
- 1971 — Harry Goode Memorial Award, American Federation of Information Processing Societies
- 1972 — National Academy of Sciences
- 1972 — American Academy of Arts and Sciences
- 1976 — 77—John Simon Guggenheim Fellow
- 1979 — Alexander C. Williams Jr. Award (with William C. Biel, Robert Chapman and John L. Kennedy), Human Factors Society
- 1980 — National Academy of Engineering
- 1980 — Primo Presidente, American Association for Artificial Intelligence
- 1982 — Computer Pioneer Award, Charter Recipient, IEEE Computer Society
- 1985 — Distinguished Scientific Contribution Award, American Psychological Association
- 1986 — Doctor of Science (Honorary), University of Pennsylvania
- 1987 — William James Lectures, Harvard University
- 1989 — Award for Research Excellence, International Joint Conference on Artificial Intelligence
- 1989 — Doctor in the Behavioral and Social Sciences (Honorary), University of Groningen, The Netherlands
- 1989 — William James Fellow Award (charter recipient), American Psychological Society
- 1990 — IEEE Emanuel R. Piore Award
- 1990 — IEEE W.R.G. Baker Prize Paper Award
- 1990 — Fellow dell'Association for the Advancement of Artificial Intelligence[1]
- 1992 — U.S. National Medal of Science
- 1992 — The Franklin Institute’s Louis E. Levy Medal

Nel 1975 vinse con Herbert Simon il premio Turing, il massimo premio nel campo dell'intelligenza artificiale e fu chiamato a tenere una lezione riportata poi dal periodico dell'Association for Computing Machinery. Dopo la sua morte la Carnegie Mellon University ribattezzò il suo "Award for Research Excellence" in "Allen Newell Award for Research Excellence" proprio in suo onore.